# Facultad de Educación - Centro de Formación del Profesorado (Universidad Complutense de Madrid)
La Facultad de Educación - Centro de Formación del Profesorado de la Universidad Complutense de Madrid (UCM) se encuentra situada en el llamado Campus de La Moncloa, en el sector noreste, entre las calles Rector Royo-Villanova y Camino de las Moreras. Su festividad patronal es el 26 de abril, San Isidoro de Sevilla.

## Historia
El real decreto de 3 de junio de 1909 estableció la creación de la Escuela Superior del Magisterio. En 1991 se crea la Facultad de Educación - Centro de Formación del Profesorado, de la integración de todos los centros de formación del profesorado que existían en la Universidad Complutense de Madrid, iniciándose esta incorporación con la Sección de Ciencias de la Educación de la Facultad de Filosofía y Ciencias de la Educación y con la Escuela Universitaria de Profesorado de Educación General Básica «María Díaz Jiménez». El mencionado centro de formación del profesorado quedó facultado para la organización de las enseñanzas que se estaban impartiendo en los centros que a ella se incorporaron para la obtención de los correspondientes títulos oficiales, así como las de aquellos centros que, una vez acordado por los órganos competentes de dicha universidad y previa comunicación al Ministerio de Educación y Ciencia, debían incorporarse.
La antes citada Facultad de Filosofía y Ciencias de la Educación pasó a denominarse Facultad de Filosofía.

## Estudios[14]

### Programas degradoy doble grado
- Grado en Educación Social.
- Grado en Maestro en Educación Infantil.
- Grado en Maestro en Educación Primaria (ofrece un grupo bilingüe español - inglés).
- Grado en Pedagogía.
- Doble grado en Maestro de Educación Infantil y Maestro en Educación Primaria.
- Doble grado en Maestro de Educación Infantil y Pedagogía.
- Doble grado en Maestro en Educación Primaria y Pedagogía.

### Programas demáster
- Máster Universitario en Arteterapia y Educación Artística para la Inclusión Social (conjunto con UAM y UVa).
- Máster Universitario en Atención Temprana: Prevención, Detección e Intervención en las Alteraciones del Desarrollo y del Aprendizaje.
- Máster Universitario en Educación Especial.
- Máster Universitario en Estudios Avanzados en Educación Social.
- Máster Universitario en Formación del Profesorado de ESO y Bachillerato, FP y Enseñanzas de Idiomas.
- Máster Universitario en Formación del Profesorado de ESO y Bachillerato, FP y Enseñanzas de Idiomas (CES Don Bosco).
- Máster Universitario en Formación del Profesorado de ESO y Bachillerato, FP y Enseñanzas de Idiomas (CES Villanueva)
- Máster Universitario en Investigación en Educación.
- Máster Universitario en Formación Internacional Especializada del Profesorado.
- Máster Universitario en Psicopedagogía.

### Programas dedoctorado
- Doctorado en Educación.

### Programas detítulo propiode la UCM
- Especialista en Coaching y Educación Emocional para la Excelencia Educativa.[15]

### Colaboración en otros programas
- Grado en Musicología.

## Departamentos[16]
- Departamento de Didáctica de la Lengua y la Literatura (Español, Francés e Inglés).
- Departamento de Didáctica de las Ciencias Experimentales (Física, Química, Biología y Geología).
- Departamento de Didáctica de las Ciencias Sociales (Geografía, Historia, Historia del Arte).
- Departamento de Didáctica de las Matemáticas.
- Departamento de Didáctica y Organización Escolar.
- Departamento de Expresión Musical y Corporal.
- Departamento de Métodos de Investigación y Diagnóstico en Educación.
- Departamento de Psicología Evolutiva y de la Educación.
- Departamento de Teoría e Historia de la Educación.
- Sección Departamental de Didáctica de la Expresión Plástica.
- Sección Departamental de Psicobiología.
- Sección Departamental de Sociología VI (Opinión Pública y Cultura de Masas).
- Unidad Docente de Personalidad, Evaluación y Tratamiento psicológico I.

## Otros servicios y asociaciones[17]
- Asociación de estudiantes con discapacidad de la Universidad Complutense y amigos.
- Asociación de Estudiantes: Atlántida.
- Cafetería.
- Club Deportivo.
- Coro de la Universidad Complutense (Coro UCM).
- Delegación de Alumnos.
- Educación para la no violencia.
- EDUKT.
- Librería.
- Museo de Historia de la Educación Manuel Bartolomé Cossío.
- Servicio de Orientación Universitaria de la Facultad de Educación (SOU).
- Sociedad Madrileña de Investigación para la Atención de Superdotados (SMIAS).
- Sociedad Puig Adam de Profesores de Matemáticas.
- Testoteca.